# Myrcia intonsa
Myrcia intonsa är en myrtenväxtart som först beskrevs av Mcvaugh, och fick sitt nu gällande namn av Bruce K. Holst. Myrcia intonsa ingår i släktet Myrcia och familjen myrtenväxter. Inga underarter finns listade i Catalogue of Life.